# مسلسل دستی ام۳
مسلسل دستی ام۳ (به انگلیسی: M3 submachine gun) مسلسل دستی کالیبر ۰٫۴۵ (۱۱٫۴۳ م‌م) ساخت ایالات متحده آمریکاست. این اسلحه میان سال‌های ۱۹۴۲ تا ۱۹۹۲ در خدمت ارتش این کشور بود. ام۳ از آغاز مقرون به صرفه‌تر از رقیبش مسلسل تامسن و برای تولید انبوه مناسب‌تر بود. به دلیل همانندی این تفنگ با تلمبه روغن تفنگی این اسلحه در زبان انگلیسی به نام‌های Grease Gun و the Greaser هم نامور بوده‌است.

این مسلسل در جنگ‌های جهانی دوم، جنگ داخلی چین، جنگ کره، رویداد خلیج خوک‌ها، جنگ ویتنام، جنگ کثیف در آرژانتین، جنگ فالکلند مورد استفاده قرار گرفته‌است. 

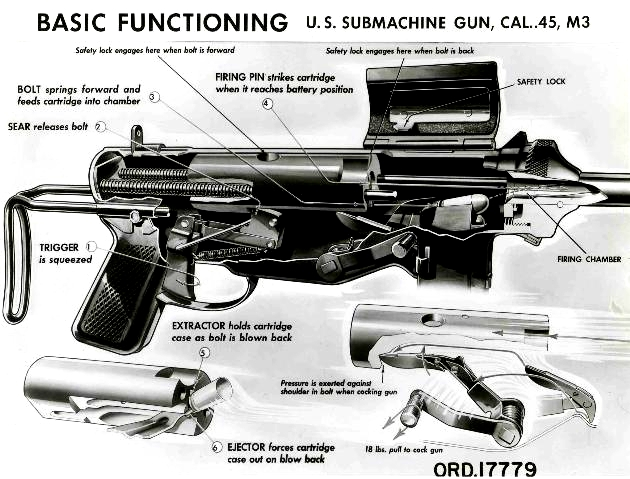
نمایش عملکرد ام۳

طراح این اسلحه جرج هاید نام داشت و تولیدکنندهٔ آن شرکت جنرال موتورز بود. حدود ۷۰۰هزار قبضه از این مسلسل تولید شده‌است.

## کاربران
- ایالات متحده آمریکا
- ایران: اسلحه مورد استفاده گارد شاهنشاهی[۱]
- آرژانتین
- بولیوی
- چین
- اکوادور
- گواتمالا
- ژاپن
- کره جنوبی
- مقدونیه شمالی
- فیلیپین